# Hrabstwo Jackson (Kolorado)

Piramida wieku hrabstwa

Hrabstwo Jackson (ang. Jackson County) – hrabstwo w stanie Kolorado w Stanach Zjednoczonych.

## Geografia
Według spisu z 2000 roku obszar całkowity hrabstwa obejmuje powierzchnię 1620,95 mil2 (4198,24 km²), z czego 1613,21 mil2 (4178,19 km²) stanowią lądy, a 7,74 mil2 (20,05 km²) stanowią wody. Według szacunków United States Census Bureau w roku 2012 miało 1348 mieszkańców. Jego siedzibą administracyjną jest Walden.